# Harbour
Harbour es un álbum de estudio del cantante estadounidense Jack Jones. Fue publicado en marzo de 1974 por el sello RCA Records.

## Recepción de la crítica
Un escritor no especificado de la revista Billboard escribió: “Un encantador LP de balada con producción de Rick Jarrard coloca a Jones en un ambiente cómodo. Su alto nivel de excelencia garantiza un amplio material de programación radiofónica. «It Didn't Come Easy» es una muestra suave del dominio de la interpretación lírica de Jones. Su fraseo y entonación son impecables. Es capaz de comunicar el significado más profundo y delicado del letrista, ya sea cantando suavemente o estirándose”.

## Rendimiento comercial
Tras su lanzamiento, Harbour debutó en la lista de álbumes del Reino Unido en el número 37 durante la semana que finalizó el 23 de febrero de 1974. La semana siguiente, el álbum ascendió al puesto número 10, su máxima posición. Harbour pasó 4 semanas en el top 40 antes de caer al número 46 el 6 de abril.

## Lista de canciones
| Lado uno |                            |                            |          |  |
| N.º      | Título                     | Escritor(es)               | Duración |  |
| 1.       | «Here's to Love»           | Hod David Ray Errol Fox    | 2:16     |  |
| 2.       | «Do Me Wrong, but Do Me»   | Alan O'Day                 | 3:30     |  |
| 3.       | «It Didn't Come Easy»      | Charles Fox Norman Gimbel  | 3:23     |  |
| 4.       | «All Cried Out»            | Mike H. McDonald           | 3:10     |  |
| 5.       | «Would You Say I Love You» | Roger Cook Roger Greenaway | 3:16     |  |
| 6.       | «Alone Too Long»           | Mark James Cynthia Weil    | 3:37     |  |

| Lado dos |                                |                             |          |  |
| N.º      | Título                         | Escritor(es)                | Duración |  |
| 1.       | «Fools in Love»                | McDonald                    | 3:21     |  |
| 2.       | «'Til I Can't Take It Anymore» | Clyde Otis Dorian Burton    | 2:54     |  |
| 3.       | «I Never Had It So Good»       | Paul Williams Roger Nichols | 4:00     |  |
| 4.       | «That's What Friends Are For»  | Williams                    | 3:18     |  |
| 5.       | «Harbour»                      | Peter Allen                 | 4:40     |  |

## Créditos y personal
Créditos adaptados desde las notas de álbum de Harbour.
Músicos
- Jack Jones – voces
- Mike McDonald – teclados
- Michael Omartian – teclados
- Al Casey – guitarra, mandolina
- James Burton – guitarra
- Bobbye Hall – conga, bongó
- Milt Holland – percusión
- Victor Feldman – vibráfono, marimba, percusión
- Ronnie Tutt – batería
- John Guerin – batería
- Emory Gordy – bajo eléctrico
- Max Bennett – bajo eléctrico
- Gayle Levant – arpa
- Jim Horn – flauta, flauta dulce
- Buddy Emmons – steel guitar

Personal técnico
- Rick Jarrard – productor, arreglos
- Brian Aris – fotografía
- John Dyer – director artístico
- AD (Design Consultants Ltd.) – diseño

## Posicionamiento
| Gráfica (1974)                | Pico de posición |
| ----------------------------- | ---------------- |
| Reino Unido (UK Albums Chart) | 10               |